# Transcripción de la Zarabanda y la Chacona de la Almira de Händel (Liszt)

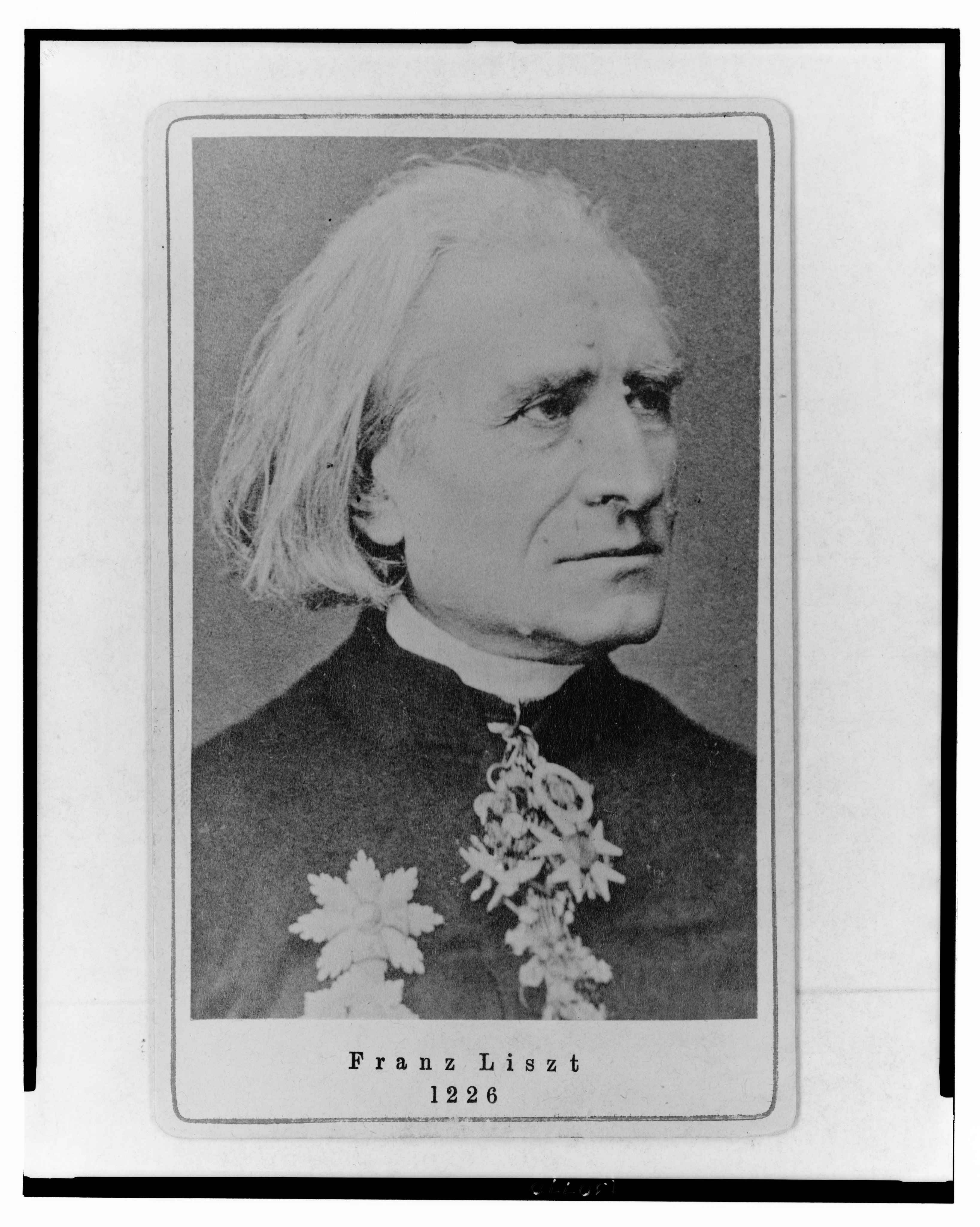
Franz Liszt 1880

Franz Liszt compuso su transcripción de la Zarabanda y la Chacona de la ópera Almira de Händel para piano solo (S.181) en 1879 para que su alumno de piano inglés Walter Bache la tocara en un festival Händel en Inglaterra. 

## Características
La transcripción de Almira es considerada por los críticos como uno de los arreglos musicales tardíos más sorprendentes de Liszt, así como su única adaptación de una pieza barroca de su último período.
La decisión de Liszt de transcribir a Händel probablemente se debió, al menos en parte, a su deseo de complacer al público británico, para quien Händel seguía siendo el compositor nacional más destacado y ante quien tocaría Bache.  Sin embargo, la elección del tema fue sorprendente, no sólo por ser de Händel en lugar de Bach, sino también por estar tomado de una ópera de Händel que era prácticamente ignorada en ese momento. 
En su transcripción barroca más reciente, anterior a Almira, la de la Fantasía y fuga en sol menor de Bach, BWV 542 que data de 1867, Liszt sigue el original para órgano casi exactamente. Con Almira, Liszt se desvía considerablemente.  Si bien conserva el contorno original de las melodías de Händel, cambia el orden de las danzas (en la ópera, a la chacona le sigue la zarabanda), luego agrega material musical introductorio, de transición y de desarrollo junto con su propio tratamiento variado de las danzas mismas. 
El resultado del planteamiento de Liszt es un doble conjunto de variaciones altamente unificado (un conjunto de variaciones de la zarabanda seguida de un conjunto separado de variaciones de la chacona), que casi se convierte en una obra independiente en el proceso. (Humphrey Searle, de hecho, catalogó la obra como una composición independiente). La zarabanda domina la pieza, funcionando de manera muy similar a una chacona de Bach como las variaciones de una progresión armónica, mientras que la chacona en sí es más rítmica.  Algunos dicen que esta obra anticipa las tanscripciones románticas tardías de Bach de Ferruccio Busoni en su grandeza general,  especialmente en la importante transformación clave de la zarabanda al final de la obra. 